# پیتر د لا بیلییر
پیتر د لا بیلییر (انگلیسی: Peter de la Billière؛ زادهٔ ۲۹ آوریل ۱۹۳۴) فرد نظامی اهل بریتانیا است. وی همچنین برندهٔ جوایزی همچون صلیب نظامی شده‌است.